# Kempes
Everton Kempes dos Santos Gonçalves, mais conhecido como Kempes (Carpina, 3 de agosto de 1982 — La Unión, 28 de novembro de 2016), foi um futebolista brasileiro que atuou como atacante.

## Carreira

### Portuguesa
A Portuguesa foi o clube que proporcionou seu empréstimo a outros clubes.

### Vitória-ES
No Vitória, foi campeão Capixaba em 2006, tendo marcado um dos gols da vitória por 3 x 1 na final sobre o Estrela do Norte no estádio Salvador Costa, dando o título a equipe alvianil após 30 anos na fila.

### Retorno à Portuguesa
Retornou de empréstimo em 2010, vindo do Novo Hamburgo. Sua re-estreia, marcou dois gols, no empate frente ao Coritiba, ganhando, assim, chance no time de Oswaldo Alvares, o Vadão. No jogo seguinte, mais dois gols, igualando-se a Héverton na Artilharia do time na Série B.

### Ceará
No ano de 2010, foi emprestado ao Ceará para a disputa do Campeonato Brasileiro.

### América Mineiro
Em 2011, foi emprestado ao América Mineiro para a disputa do Campeonato Brasileiro.

### Cerezo Osaka
Em 2012, acertou sua ida ao Japão para atuar pelo Cerezo Osaka, também por empréstimo.

### Retorno á Portuguesa
Em 2013, voltou de empréstimo do Cerezo Osaka, para a Portuguesa.

### JEF United
Acertou sua volta ao futebol japonês, contratado pelo JEF United Ichihara Chiba, clube da segunda divisão do Japão.

### Joinville
No ano de 2014, voltou ao Brasil, contratado pelo Joinville.

### Chapecoense
Em dezembro de 2015, Kempes é anunciado como novo reforço da Chapecoense para a temporada 2016, assinando contrato até dezembro.

## Morte
Ver Artigo Principal: Voo 2933 da Lamia
Kempes foi uma das vítimas fatais da queda do voo 2933 da Lamia, na noite de 28 de novembro de 2016. A aeronave transportava a equipe da Chapecoense para Medellín, onde disputaria a primeira partida da final da Copa Sul-Americana de 2016. Além da equipe da Chapecoense, a aeronave também levava 21 jornalistas brasileiros que cobririam a partida contra o Atlético Nacional (COL).

## Estatísticas
Até 2 de abril de 2016.

### Clubes
| Clube             | Temporada         | Campeonato nacional | Campeonato nacional | Campeonato nacional | Copa nacional[a] | Copa nacional[a] | Copa nacional[a] | Competições continentais[b] | Competições continentais[b] | Competições continentais[b] | Outros torneios[c] | Outros torneios[c] | Outros torneios[c] | Total | Total | Total   |
| Clube             | Temporada         | Jogos               | Gols                | Assist.             | Jogos            | Gols             | Assist.          | Jogos                       | Gols                        | Assist.                     | Jogos              | Gols               | Assist.            | Jogos | Gols  | Assist. |
| ----------------- | ----------------- | ------------------- | ------------------- | ------------------- | ---------------- | ---------------- | ---------------- | --------------------------- | --------------------------- | --------------------------- | ------------------ | ------------------ | ------------------ | ----- | ----- | ------- |
| Chapecoense       | 2016              | 25                  | 9                   | 2                   | 0                | 0                | 0                | 0                           | 0                           | 0                           | 14                 | 4                  | 0                  | 39    | 13    | 2       |
| Chapecoense       | Total             | 25                  | 9                   | 2                   | 0                | 0                | 0                | 0                           | 0                           | 0                           | 14                 | 4                  | 0                  | 39    | 13    | 2       |
| Total na carreira | Total na carreira | 25                  | 9                   | 2                   | 0                | 0                | 0                | 0                           | 0                           | 0                           | 14                 | 4                  | 0                  | 39    | 13    | 2       |

- a. ^ Jogos da Copa do Brasil
- b. ^ Jogos da Copa Sul-Americana
- c. ^ Jogos do Campeonato Catarinense

|             | Data                    | Local                                    | Resultado | Adversário         | Gols | Assist. | Competição                     |
| ----------- | ----------------------- | ---------------------------------------- | --------- | ------------------ | ---- | ------- | ------------------------------ |
| Chapecoense |                         |                                          |           |                    |      |         |                                |
| 1.          | 30 de janeiro de 2016   | Arena Condá, Chapecó, Brasil             | 2–1       | Inter de Lages     | 0    | 0       | Campeonato Catarinense de 2016 |
| 2.          | 6 de fevereiro de 2016  | Arena Condá, Chapecó, Brasil             | 1–1       | Guarani de Palhoça | 0    | 0       | Campeonato Catarinense de 2016 |
| 3.          | 11 de fevereiro de 2016 | Aníbal Costa, Tubarão, Brasil            | 2–1       | Avaí               | 0    | 0       | Campeonato Catarinense de 2016 |
| 4.          | 14 de fevereiro de 2016 | Augusto Bauer, Brusque, Brasil           | 2–0       | Brusque            | 1    | 0       | Campeonato Catarinense de 2016 |
| 5.          | 21 de fevereiro de 2016 | Arena Condá, Chapecó, Brasil             | 1–0       | Figueirense        | 0    | 0       | Campeonato Catarinense de 2016 |
| 6.          | 24 de fevereiro de 2016 | Arena Condá, Chapecó, Brasil             | 3–0       | Metropolitano      | 0    | 0       | Campeonato Catarinense de 2016 |
| 7.          | 28 de fevereiro de 2016 | Arena Joinville, Joinville, Brasil       | 0–0       | Joinville          | 0    | 0       | Campeonato Catarinense de 2016 |
| 8.          | 2 de março de 2016      | Arena Condá, Chapecó, Brasil             | 1–0       | Criciúma           | 0    | 0       | Campeonato Catarinense de 2016 |
| 9.          | 6 de março de 2016      | Tio Vida, Lages, Brasil                  | 2–1       | Inter de Lages     | 1    | 0       | Campeonato Catarinense de 2016 |
| 10.         | 12 de março de 2016     | Arena Condá, Chapecó, Brasil             | 4–0       | Camboriú           | 1    | 0       | Campeonato Catarinense de 2016 |
| 11.         | 17 de março de 2016     | Estádio Renato Silveira, Palhoça, Brasil | 2–1       | Guarani de Palhoça | 1    | 0       | Campeonato Catarinense de 2016 |
| 12.         | 20 de março de 2016     | Arena Condá, Chapecó, Brasil             | 4–0       | Avaí               | 0    | 0       | Campeonato Catarinense de 2016 |
| 13.         | 26 de março de 2016     | Arena Condá, Chapecó, Brasil             | 3–3       | Brusque            | 0    | 0       | Campeonato Catarinense de 2016 |
| 14.         | 2 de abril de 2016      | Orlando Scarpelli, Florianópolis, Brasil | 1–1       | Figueirense        | 0    | 0       | Campeonato Catarinense de 2016 |

## Títulos
Vitória-ES
- Campeonato Capixaba: 2006

Chapecoense
- Campeonato Catarinense: 2016
- Copa Sul-Americana: 2016[8]

### Artilharias
- J. League Division 2: 2013 - (22 gols)